# El Monte (Metrolink)
La  Estación de El Monte (en inglés: El Monte station), es una estación de tren regional de la línea San Bernardino de Metrolink en El Monte, California, área suburbana de Los Ángeles en Estados Unidos.

## Descripción
La estación fue inaugurada el 26 de octubre de 1992 por Metrolink. Cuenta con 238 aparcamientos. La estación es propiedad de la ciudad de El Monte.

## Servicios
La estación El Monte recibe el servicio de 44 trenes de la línea San Bernardino de Metrolink (22 en cada dirección) entre semana, con trenes que llegan cada 30 minutos durante la mayor parte del día. El servicio de fin de semana consta de 16 trenes (8 en cada dirección) tanto los sábados como los domingos. La línea es de San Bernardino en el este y Los Ángeles en el oeste.

## Conexiones
- El Monte Trolley - ruta: Blue, Green, Orange, Red, Yellow, Civic Center y Flair Park.
- Foothill Transit - ruta: 492
- Los Ángeles Metro bus - ruta: 287 y 268

## Lugares de interés
- El Monte Courthouse - corte superior de California